# Henri Ottevaere
Pour les articles homonymes, voir Ottevaere.
Henri Ottevaere, né à Bruxelles le 2 avril 1870 et mort à Uccle le 11 décembre 1944, est un peintre et dessinateur belge.
Son champ pictural couvre les paysages, les natures mortes, les marines et les portraits. Sa facture, un temps symboliste à la fin du XIXe siècle, renoue ensuite avec l'impressionnisme de ses débuts artistiques.

## Biographie

### Famille et formation
(Marie Antoine Louis), dit Henri, Ottevaere, né à Bruxelles le 2 avril 1870, est le fils de Louis Henri Ottevaere, encadreur, et d'Anne Catherine Pauwels. Il épouse, le 1er août 1903 à Molenbeek-Saint-Jean, Marguerite Thys, artiste peintre (née le 1er octobre 1867), sœur du peintre verrier Hector Thys,.
Élevé au sein d'une famille où l'art est prépondérant, Henri Ottevaere se forme, en 1881, dès l'âge de onze ans, à l'Académie royale des beaux-arts de Bruxelles, puis à partir de 1885 à 1888 à l'atelier de Jean-François Portaels, qu'il quitte afin de reprendre, à la mort de son père, l'entreprise familiale d'encadrements. Il reçoit les conseils de Xavier Mellery, peintre dont le style imprègne les premières œuvres de Henri Ottevaere.

### Carrière
Dès 1889, Henri Ottevaere expose régulièrement aux Salons triennaux belges de Bruxelles, Anvers et Gand, de même qu'aux expositions du cercle Voorwaarts de 1891 à 1893. 
Conjointement à sa présence aux expositions officielles, il est membre de collectifs artistiques indépendants. Il adhère à La Patte de Dindon, ainsi qu'à partir de 1894 au cercle Pour l'Art à Bruxelles. Intéressé par la doctrine du Sar Péladan, il participe aux salons de la Rose-Croix de 1893 à 1896 et sa facture relève, à cette époque, du symbolisme,. 
En 1895, grâce au mécène et artiste peintre Henri Van Cutsem auquel il achète une vingtaine de dessins, Henri Ottevaere entre dans la postérité. Progressivement, il abandonne ses grandes compositions symbolistes pour revenir aux paysages, portraits et natures mortes de style impressionniste.
Professeur, de 1897 à 1908, à l'École des arts décoratifs et de dessin à Molenbeek-Saint-Jean, il y enseigne le cours supérieur de peinture avec son beau-frère Hector Thys. Il devient ensuite directeur de l'Académie des beaux-arts de Saint-Josse-ten-Noode de 1908 à 1936, où il dispense les cours supérieurs de dessin d'après l'antique : figure, torse et tête,.
Au cours de sa carrière, il expose successivement au Champ de Mars, à Bordeaux, à Munich et à Barcelone.
Henri Ottevaere meurt à Uccle, à l'âge de 74 ans, le 11 décembre 1944.

## Œuvres

### Expositions
Liste non exhaustive :
- Salon de Gand de 1889 : Le Pré aux renoncules[12].
- Cercle Voorwaarts de 1891[10].
- Salon d'Anvers de 1891 : Portrait de dame[13].
- Cercle Voorwaarts de 1892 : Portrait de la mère de l'artiste[14].
- Salon de Gand de 1892 : L'Usine[15].
- Cercle Voorwaarts de 1893[5].
- Salon de Bruxelles de 1893 : Prêtre et Soleil couchant[16].
- Salon de Pour l'art de 1894 : Naissance d'Aphrodite, Estivale rumeur, Saint Jean et Profil de jeune femme[17].
- Salon de Pour l'art de 1895 : Walkyrie et Héros[4].
- Exposition des arts anciens et modernes de Bordeaux en 1895 (XIII) : L'Usine en pleine activité[18].
- Salon de Gand de 1895 : Poème au couchant et Walkyrie[19].
- Salon de Pour l'art de 1896 : Au Temps d'Hérode et L'Homme à la barbe rousse[20].
- Salon des beaux-arts de Liège de 1896[21].
- Salon de Pour l'art de 1897 : La Dame au chien[22].
- Salon de Bruxelles de 1897 : Poésie des parcs, Estival et Vieille chapelle[23].
- Salon de Pour l'art de 1898 : Promenade dans le calme[24].
- Exposition des beaux-arts de Charleroi de 1898[25].
- Salon de Pour l'art de 1899 : Cathédrale enténébrée, Impressions de Londres[26].
- Salon de Gand de 1899[27].
- Salon de Bruxelles de 1907 : trois dessins : Nocturne, Couchant et L'arc en ciel[28].
- Salon de Pour l'art de 1910 : Les Dunes, Rafale, Heure silencieuse, L'Orage[29].
- Salon de Bruxelles de 1910 : médaille de bronze[30].
- Salon de Pour l'art de 1912 : Le Temple de Neptune à Pæstum, acquis en avril 1912 par l'État[31].
- Salon de Bruxelles de 1914 : Pæstum, la basilique au couchant et L'Épave[32].
- Exposition de peinture belge contemporaine à Mexico en 1922[33].
- Exposition au Musée Charlier en 1932 : une vingtaine de toiles, dont Le Pont de Jambes à Namur et Site en Condroz[34].

### Réception critique
En janvier 1892, lorsque Henri Ottevaere expose au collectif Voorwaarts, le critique Ernest Verlant écrit que Henri Ottevaere : 

« ne se trouve pas coloriste. Le Portrait de ma mère relève de recherches attentives et pénétrantes de physionomies et d'ensemble qui dépasse la reproduction exacte du modèle. »

En février 1910, lorsque Henri Ottevaere expose au cercle Pour l'art, le critique Sander Pierron écrit : 

« Parmi les paysagistes, il faut marquer l'évolution heureuse du talent d'Henri Ottevaere ―]. Sa vaste aquerelle Les Dunes, exécutée à la fin du jour, a une ampleur pleine d'émotion ; le pays est vraiment exprimé avec un sobre caractère de grandeur, alors que sa Rafale passe sur une lande dont le peintre a évoqué la désolation et la tristesse. C'est du paysage psychologique, où tous les éléments parlent. Et cependant, ces ouvrages ne sont pas d'une facture savante; on y relève même parfois des hésitations dans le trait et des gaucheries de topographie aérienne ; mais c'est d'une sincérité qui fait oublier ces défauts. Son Heure silencieuse possède ce même pittoresque émouvant et simple, tout comme ce tableau à l'huile : L'Orage, dont le ciel houleux et rapide, aux nuages superbement physionomiques, est d'un style magistral en sa mobilité puissante et cependant bien immatérielle. »

### Galerie

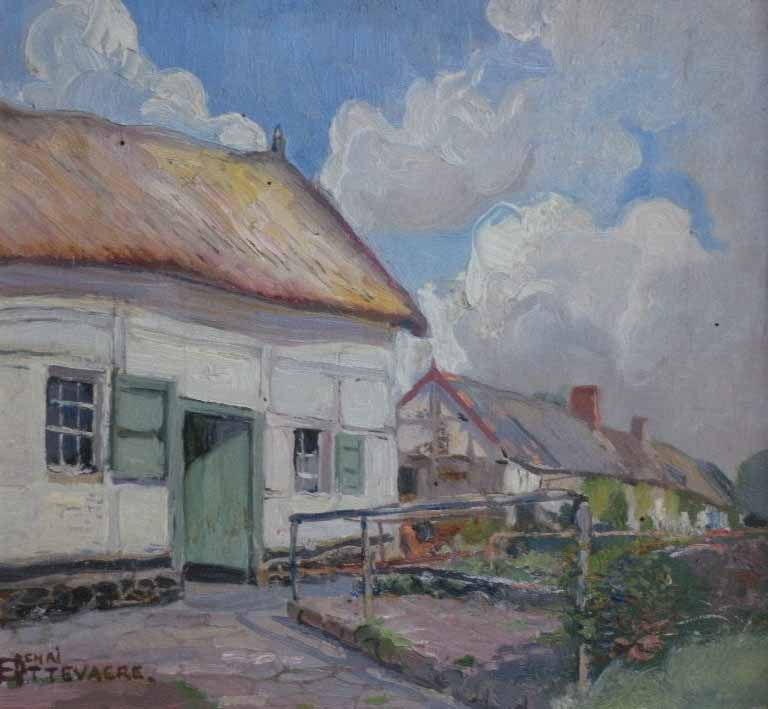
La Vieille ferme à Faulx.
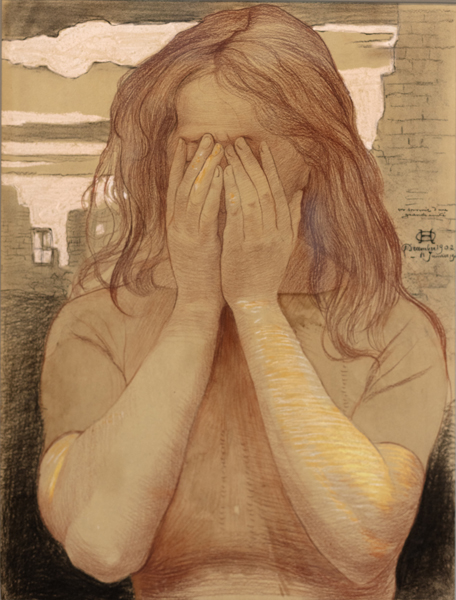
Ruine (1902-1903).

## Distinctions
- Chevalier de l'ordre de la Couronne (27 novembre 1911)[36].
- Chevalier de l'ordre de Léopold (6 décembre 1919)[37].